# Myers-Briggs indikator tipov
Myers-Briggs indikator tipov (MBTI) je psihometrični vprašalnik oblikovan za merjenje človeških psiholoških preferenc glede doživljanja sveta in odločanja. 
Te preference so utemeljene na podlagi tipoloških teorij, ki jih je zasnoval Carl Gustav Jung leta 1921 v svoji knjigi Psihološki tipi.